# Deutscher Filmpreis
Deutscher Filmpreis — высшая национальная награда Германии в области кинематографа. Также известна как «Лола». Среди награждённых — Эльза Вагнер (Специальный приз за вклад в развитие немецкого кино, 1966), Катя Риман (1996, 1998, 2005), Ханна Шигулла (1970, 1975, 1971), Гёц Георге (1960, 1985, 1992, 1996) и др.

## История
Учреждена в 1951 году и изначально включала в себя номинации «Лучший художественный фильм», «Лучшая режиссура» и «Лучший сценарий» и присуждалась правительственной комиссией, в 1954 году были добавлены номинации «Лучшая мужская главная роль», «Лучшая женская главная роль», «Лучшая мужская роль второго плана», «Лучшая женская роль второго плана», «Лучшая работа оператора» и «Лучшая музыка». С 1999 года награда представляет собой статуэтку в виде женской фигуры в красном платье. Имя «Лола» имеют героини популярных фильмов известных немецких режиссёров: Марлен Дитрих в «Голубом ангеле» Йозефа фон Штернберга, Барбара Зукова в картине «Лола» Райнера Вернера Фассбиндера и Франка Потенте в «Беги, Лола, беги» Тома Тиквера. С 2005 года присуждается  Немецкой киноакадемией (Deutsche Filmakademie). Общий призовой фонд премии составляет около 3 млн евро, выделяемых из государственного бюджета.

## Номинации
- Лучший художественный фильм (Bester Spielfilm)
- Лучший документальный фильм (Bester Dokumentarfilm)
- Лучший детский фильм (Bester Kinderfilm)
- Лучший режиссёр (Beste Regie)
- Лучший сценарий (Bestes Drehbuch)
- Лучшая мужская роль (Beste männliche Hauptrolle)
- Лучшая женская роль (Beste weibliche Hauptrolle)
- Лучшая мужская роль второго плана (Beste männliche Nebenrolle)
- Лучшая женская роль второго плана (Beste weibliche Nebenrolle)
- Лучшая работа оператора (Beste Kamera/Bildgestaltung)
- Лучший монтаж (Bester Schnitt)
- Лучший художник-постановщик(Bestes Szenenbild)
- Лучшая работа художника по костюмам (Bestes Kostümbild)
- Лучший грим (Bestes Maskenbild)
- Лучшая музыка (Beste Filmmusik)
- Лучший монтаж звука (Beste Tongestaltung)
- Лучшие визуальные эффекты и анимация (Beste visuelle Effekte und Animation)
- Премия имени Бернда Айхингера (Премия не обязательно вручается каждый год.)
- Специальный приз за вклад в развитие немецкого кино
- Выбор зрителей: лучший немецкий фильм года